# Umgangs
Umgangs (mundartlich: im Umgangs) ist ein Gemeindeteil der Gemeinde Sigmarszell im bayerisch-schwäbischen Landkreis Lindau (Bodensee).

## Geographie
Der Weiler liegt circa fünf Kilometer nordöstlich des Hauptorts Sigmarszell. Nördlich der Ortschaft verläuft die Gemeindegrenze zu Ruhlands in der Gemeinde Opfenbach.

## Ortsname
Der Ortsname stammt vom mittelhochdeutschen Wort undanc für kein Dank, Undank und bedeutet (Siedlung mit) unfruchtbarem Boden.

## Geschichte
Durch den heutigen Ort führte die Römerstraße Kempten–Bregenz. Nördlich von Umgangs soll sich eine Siedlung der römischen Kaiserzeit befunden haben.
Umgangs wurde erstmals urkundlich im Jahr 1456 als zum Vndanks  in einer Zeugenvernehmung erwähnt. Im Jahr 1769 fand die Vereinödung Umgangs mit fünf Teilnehmern statt.